# Agrostis longiberbis
Agrostis longiberbis är en gräsart som beskrevs av Eduard Hackel och Lor.B.Sm. Agrostis longiberbis ingår i släktet ven, och familjen gräs. Inga underarter finns listade i Catalogue of Life.